# Seqenenrê Tâa
Seqenenrê Tâa est un roi égyptien de la XVIIe dynastie dont le règne se situe aux alentours de 1558 à 1554 av. J.-C.. Comme ses prédécesseurs mal connus, il régna sur la Haute-Égypte depuis Thèbes tandis que les envahisseurs Hyksôs régnaient dans le delta du Nil depuis la cité d'Avaris. Formant la XVe dynastie, ces derniers faisaient valoir leur souveraineté sur toute l'Égypte.
Sous son règne semble s'organiser la résistance face à l'occupant Hyksôs, qui mènera bientôt, sous ses deux successeurs Ouadjkheperrê Kames et Ahmôsis Ier, à la guerre de libération.
Seqenenrê Tâa meurt d'une mort violente et est inhumé à Dra Abou el-Naga.

## Généalogie
D'après l'analyse de sa momie, Seqenenrê Tâa est mort entre trente et quarante ans. Il voit son fils aîné Ahmès mourir avant lui, et laisse, outre de nombreuses filles, un autre Ahmès, le futur Ahmôsis Ier, en bas âge. Outre sa sœur et principale épouse Iâhhotep Ire, il s'unit à sa sœur Satdjéhouty et peut-être également à une fille et épouse royale Ahmès-Inhapy, qui lui donnent chacune une fille.
La plupart des enfants de Seqenenrê ont pour prénom Ahmès, qui est tiré du nom de la lune, Iâh, et du suffixe mès, « fils de ». Les filles royales se distinguent par un second prénom. Cette prédilection pour les anthroponymes tirés de l'astre nocturne, ainsi que du dieu Thot qui lui est associé, était déjà présente avant le règne de Séqénenrê et atteste d'un culte lunaire durable au sein de la famille royale.
La stèle d'Ahmôsis Ier à Karnak donne l'état civil complet d'Ahhotep et permet de situer les membres de la famille royale : « épouse du roi (Seqenenrê Tâa), la sœur du souverain, (Ouadjkheperrê Kames ?), la fille du roi (Senakhtenrê Iâhmes), l'auguste mère du roi (Ahmôsis Ier) ». Seqenenrê Tâa est ainsi considéré par de nombreux spécialistes comme le frère de Ouadjkheperrê Kames et non comme son père,, ou comme appartenant à une branche collatérale.

## Règne

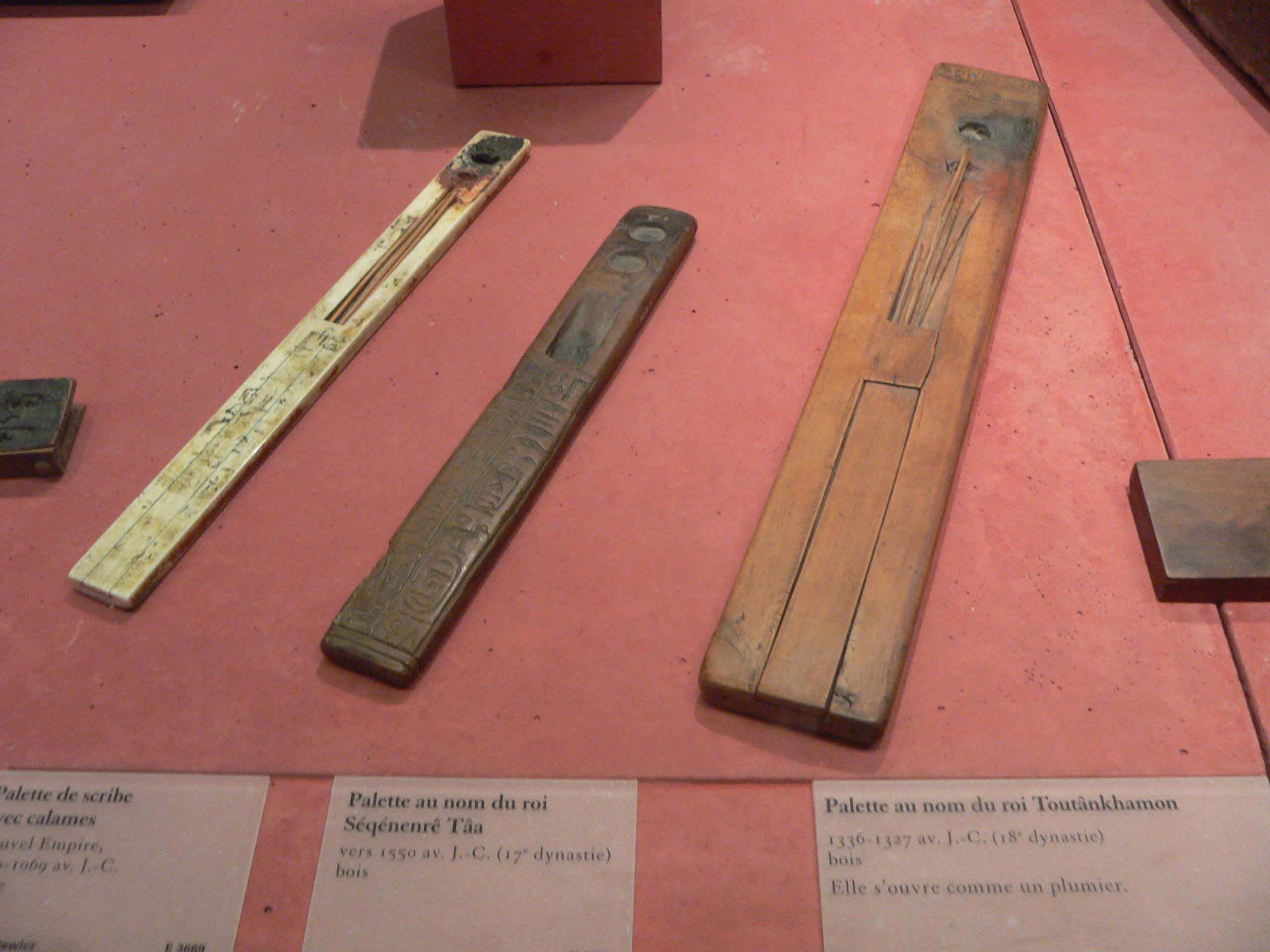
Au centre, palette de scribe au nom du roi Seqenenrê Tâa, Musée du Louvre.

Les souverains de la XVIIe dynastie semblent avoir connu une période de paix relative avec leurs voisins du nord, d'une durée possible de vingt-cinq ans,. Mais le conte relatant la querelle du roi thébain contre le souverain hyksôs d'Avaris, et la momie du roi Tâa, évoquant explicitement la mort violente de celui-ci, suggèrent que les hostilités contre les Hyksôs de la XVe dynastie ont repris sous son règne. Cependant, la documentation n'en dit pas davantage sur les actions de ce roi.
Aucune trace d'activité architecturale des prédécesseurs de Seqenenrê Tâa n'a été découverte au nord d'Abydos. Or, Kamosé, qui succède à Tâa, décrit ainsi les frontières de son royaume lors de son avènement : depuis Éléphantine au sud, jusqu'à Cusae en Moyenne-Égypte. La zone située entre les villes d'Abydos et Cusae représenterait donc le territoire reconquis par Séqénenrê Taâ sur les autorités locales inféodées aux Hyksôs, avant finalement de périr, sans doute sous les haches hyksôs.
Durant son règne, un palais de grandes dimensions est édifié à Deir-el-Ballas, à quarante kilomètres au nord de Thèbes,. On y a trouvé des traces d'activité militaire et le site servait notamment de casernement pour les troupes du roi thébain. Les poteries et les outils de style nubien (Kerma) découverts sur le site indiquent que de nombreux Medjaiou, des Nubiens du désert oriental qui joueraient un grand rôle dans la reconquête du pays, y vivaient à côté des Égyptiens.

## La querelle d'Apophis et de Seqenenrê
Un conte égyptien, copié sous la XIXe dynastie et intitulé « La querelle d'Apophis et de Seqenenrê », qui nous est parvenu de manière très fragmentaire, rapporte un curieux échange entre Apophis, le souverain hyksôs régnant à Avaris, et le roi de Thèbes Séqenenrê. Apophis demande à Séqenenrê de chasser les hippopotames de son étang, car le bruit qu'ils font incommodent le pharaon et l'empêchent de dormir.
Étant donné la longue distance qui sépare Thèbes d'Avaris, ce message ne peut avoir qu'un sens caché ou symbolique. Il s'agit vraisemblablement pour le souverain du nord d'affirmer sa souveraineté sur son vassal du sud.
« Qu'un messager aille vers le chef de la ville du Midi et lui dise : Le roi Râ-Apôpi, (vie, santé, force), t'envoie dire : Qu'on chasse sur l'étang les hippopotames qui sont dans les canaux du pays, afin qu'ils laissent venir à moi le sommeil, la nuit et le jour... »
— Gaston Maspero, Contes de l'Égypte ancienne
Une autre analyse possible de cette histoire, faite par Gaston Maspero, est la suivante : le roi Seqenenrê, après avoir hésité longuement, réussit à se tirer du dilemme embarrassant où son puissant rival prétendait l'enfermer. Sa réponse, pour s'être faite attendre, ne devait pas être moins bizarre que le message d'Apophis. Mais rien ne permet de conjecturer ce qu'elle était.
Une autre interprétation a été avancée par Christopher Knight et Robert Lomas : Apophis est comme tous les rois hyksôs (littéralement, les « souverains étrangers »), qui veulent imiter le modèle de gouvernement égyptien et se considèrent eux-mêmes comme des pharaons, intégrant des éléments égyptiens dans leur culture. La demande d'Apophis peut se comprendre comme une exigence de se voir révéler certains secrets de résurrection par l'utilisation des symboles : la nuit pour la mort, le sommeil pour le voyage et le combat pour la résurrection, et le jour pour la résurrection elle-même, telle qu'Osiris l'a vécue dans la légende). Il s'agirait de faire taire les « hippopotames », au sens de ceux qui font beaucoup de bruit en parodiant les cérémonies de résurrection, mais qui ne détiennent pas les véritables secrets...
Cette hypothèse pourrait expliquer la réaction brutale des protagonistes et la mort violente de Seqenenrê Tâa. Les auteurs vont même plus loin, en faisant le rapprochement avec la légende du meurtre d'Hiram, assassiné pour avoir refusé de divulguer des secrets ancestraux, tant certains faits évoqués sont proches.

## Sépulture

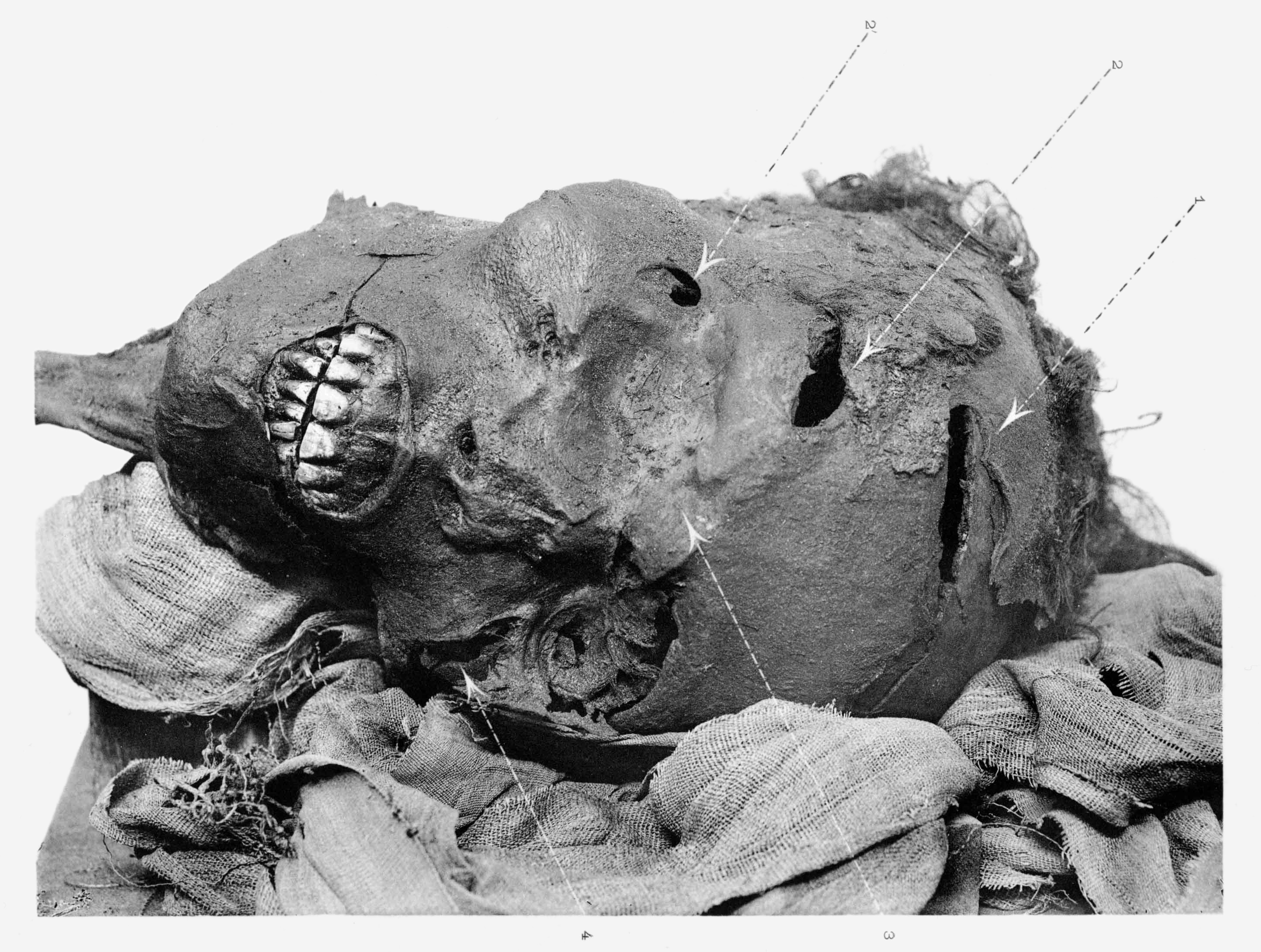
Tête momifiée de Seqenenrê Tâa et indications de ses blessures.

Seqenenrê Tâa a été enterré dans la nécropole royale de Dra Abou el-Naga, dans une tombe située dans une suite logique, à côté de celle de Ouadjkheperrê Kames. Elle est répertoriée dans l'inspection des tombes mentionnée sur le papyrus Abbott sous la XXe dynastie. Son corps a été, comme beaucoup d'autres, retiré ultérieurement de sa tombe et déplacé pour le protéger des pilleurs de tombes. Il fut trouvé dans la cachette de Deir el-Bahari.
L'élément le plus important concernant ce pharaon est sa momie : le corps a été embaumé à la hâte après une mort manifestement très violente. Le crâne de Taâ porte la trace de nombreuses blessures qui semblent avoir été infligées par des armes hyksôs,. Cette mort au combat a été interprétée de deux manières : soit Taâ est mort au combat en tentant de reconquérir le nord, soit il a été lui-même agressé et tué.
Cette momie singulière, retrouvée intacte, est conservée au Musée du Caire. Le 3 avril 2021, elle a été déplacée au Musée national de la civilisation égyptienne, comme vingt-et-une autres momies, lors de la parade dorée des Pharaons.

## Titulature
Séqénenrê a longtemps été désigné par les égyptologues comme le second pharaon à porter le nom de naissance (ou nom de Sa-Rê) de Tâa. On le trouve donc couramment nommé Seqenenrê Tâa II. Cette appellation se fondait sur un papyrus de l'inspection des tombes royales de Thèbes Ouest, qui contient un rapport de la XXe dynastie. Selon ce document, le premier pharaon ayant porté le nom de Tâa est Senakhtenrê Iâhmes, le père de Seqenenrê.
Or on sait aujourd'hui que cette attribution est fondée sur une interprétation erronée de la fin du Nouvel Empire. L'erreur a été confirmée récemment par la découverte à Karnak d'éléments d'une porte de Senakhtenrê Iâhmes, dont les légendes hiéroglyphiques donnent trois des cinq noms du roi, révélant qu'en fait son nom de naissance était Ahmosé. Il faut donc désormais considérer Seqenenrê comme le seul pharaon à avoir été nommé Tâa.